# Marxisme
Marxisme er en filosofisk retning og en politisk ideologi, der bygger på Karl Marx' og Friedrich Engels' analyse af og kritik af kapitalismen.
Foruden de filosofiske elementer anvendes betegnelsen marxisme også i en bredere forstand om den aktivisme og de politiske forestillinger og agendaer, som tager udgangspunkt i eller er beslægtet med de agendaer, som Marx og Engels fremlagde i deres programmatiske skrift Det Kommunistiske Manifest (1848) og i efterfølgende marxistiske værker. Denne politiske marxisme er historisk set tæt forbundet med kommunismen og socialismen.

## Filosofi
Marx udviklede sin historiefilosofi (den historiske materialisme) i sine ungdomsskrifter, hvor også religionskritikken og fremmedgørelseskritikken blev udfoldet. Grundelementerne i den økonomiske filosofi blev udviklet i hovedværket Kapitalen (Das Kapital), som Marx skrev på fra 1867 til sin død i 1883. Bind 2 og 3 blev efter hans død fuldført af vennen Friedrich Engels, som udgav dem i Marx' navn.
Grundlæggende i marxismen er Karl Marx´ tanker om basis og overbygning, hvor basis er de økonomiske og materielle forhold i et samfund, mens overbygningen er de forskellige ideologier, tanker og idealer, der er fremherskende i samfundet. Marx (og marxismen) siger nu, at det er forholdene i basis, der bestemmer, hvordan overbygningen bliver. Historien drives frem af materielle forhold. Marxismens filosofi er således en materialistisk filosofi.
En anden grundlæggende bestanddel i marxismen er forestillingen om, at den historiske udvikling vil nå sit højeste trin med det kommunistiske samfund, hvor proletariatet (de besiddelsesløse, arbejderklassen) efter en revolution vil have erobret magten over produktionsmidlerne og stillet dem i hele befolkningens tjeneste. Dermed vil klassesamfundet være afskaffet, og alle mennesker vil være lige.

## Marxisme efter Marx
Marxisme betegner i dag dels de teorier, som Marx og Engels selv udviklede, dels de teorier, som, især i 1900-tallet, er udviklet på grundlag af disse. Det drejer sig både om videreudviklinger af teoriernes kernesynspunkter og om anvendelser af teorierne inden for nye felter. Det gælder for eksempel tekster fra tænkere som Vladimir Lenin, Rosa Luxemburg, Antonio Gramsci, Karl Kautsky, Lev Trotskij, Theodor W. Adorno, Max Horkheimer, Herbert Marcuse, Karl Korsch, Ernst Bloch, Erich Fromm, Wilhelm Reich, Guy Debord, André Gorz, Walter Benjamin, Anton Pannekoek, Samir Amin, Louis Althusser, Maximilien Rubel, Nicos Poulantzas, Elmer Altvater, Ernest Mandel, Jean Hyppolite, Leszek Kolakowski, Joachim Israel, Jean-Paul Sartre, Maurice Merleau-Ponty, Bernd Rabehl, Pierre Bourdieu, Immanuel Wallerstein, Ted Grant, Alan Woods, m.fl.
Disse tænkere repræsenterer forskellige retninger som strukturalisme, freudomarxisme, kapitallogik og Frankfurterskolens kritiske teori samt adskillige politiske spor som stalinisme, trotskisme, reformisme, venstresocialisme og eurokommunisme.
Marxismen er ved siden af freudianismen, strukturalismen og fænomenologien den filosofiske retning, som har været mest frugtbar i udviklingen af nye analysemodeller for det 20. århundredes kulturkritik. Den er blevet anvendt inden for et utal af empiriske felter – ofte i kombination med freudianisme, strukturalisme eller fænomenologi.

## Marxisme i Danmark
Marxismen har haft en udbredelse i Danmark siden 1871, hvor den var en baggrund for oprettelsen af den danske afdeling af Internationale (den internationale arbejdersammenslutning). I 1900-tallet inspirerede marxismen blandt andet til oprettelsen af Danmarks Kommunistiske Parti i 1919. I 1989 sluttede flere marxistisk inspirerede partier i Danmark sig sammen, idet Enhedslisten blev dannet som et samarbejde mellem Venstresocialisterne (VS), Danmarks Kommunistiske Parti (DKP) og Socialistisk Arbejderparti (SAP).
I forbindelse med ungdomsoprøret omkring 1970 fik marxismen stor indflydelse på dele af de danske universitetsmiljøer. Indflydelsen var især markant i slutningen af 1960'erne og i 1970'erne. Den ophørte med Berlinmurens fald (1989), som medførte en opløsning af Warszawapagten.
I 2011 blev den marxistiske forening Revolutionære Socialister oprettet i Danmark med henblik på at fremme Karl Marx', Friedrich Engels', Vladimir Lenins, Lev Trotskijs og Ted Grants idéer. Foreningen driver blandt andet Forlaget Marx, der udgiver marxistisk litteratur.
Siden finanskrisen i 2008 har marxismen oplevet en genopblomstring i akademiske miljøer. Den såkaldte nymarxisme bygger på fornyede studier af Marx' tidlige skrifter og har især genoptaget kapitalismekritikken. Som led i denne bølge blev der i 2016 dannet Selskab for Marxistiske Studier i tilknytning til danske universiteter. Der bliver blandt andet forsket i marxisme ved Copenhagen Business School, Afdeling for filosofi og idehistorie på Aarhus Universitet og Institut for Kunst- og Kulturvidenskab ved Københavns Universitet.
Vigtige nye marxistiske teoretikere og forskere omfatter filosofferne Søren Mau, Andreas Beck-Holm, Mikkel Flohr og Magnus Møller Ziegler; idehistorikerne Rune Møller Stahl, Jakob Bek Thomsen, Tobias Dias, Esben Bøgh Sørensen og Mikkel Thorup; kunsthistorikeren Mikkel Bolt; historikeren Bertel Nygaard og kulturforskeren Dominique Routhier. Som en del af den nymarxistiske bølge udgav filosoffen Søren Mau i 2021 bogen Stum tvang: en marxistisk undersøgelse af kapitalismens økonomiske magt, hvor han argumenterer for nødvendigheden af en revolution. Professor i kunsthistorie Mikkel Bolt er en del af det venstreradikale miljø og har udgivet bogen På råbeafstand af marxismen, hvor han også argumenterer for marxismens vigtighed i det 21. århundrede.
Det uafhængige Institut for Marxistisk Analyse blev oprettet i 2017 og udgiver Clarté - Tidsskrift for Marxistisk Analyse . Desuden blev det selvstændige Institut for Vild Analyse oprettet i 2018 af blandt andre Henrik Jøker Bjerre. Institut for Vild Analyse beskæftiger sig med en kapitalismekritisk analyse, der er inspireret af Marx, Freud og Lacan.